# Kálmán Dániel
Kálmán Dániel (Balatonfőkajár, 1813. június 11. – Kölesd, 1883. október 24.) református lelkész.

## Élete
Kálmán János lelkész és takácsi Tormássy Julianna fia. Eleinte a szüleiháznál tanult; 1827-ben Pápára ment, ahol 1830-ban a felsőbb osztályokba lépett. 1836-ban a szintaxisták köztanítójául alkalmazták. A tanév végével Ácsra ment akadémiai rektornak, majd innét a bécsi teológiai intézetbe, ahonnét 1840-ben hazajött és nevelő lett Baracskán a Szűcs családnál. 1841-ben Pesten letette a papi vizsgát; 1842-ben kölesdi, 1843-ban faddi, 1844-ben kecskeméti segédlelkész lett, innen 1845-ben a kölesdi egyház hívta meg papjának. 1848-ban Tolna vármegye főispánja a magyar kormány által kibocsátandó magyar bankjegyek alapját képező arany és ezüst beszedésével többekkel együtt őt bízta meg; néhány heti utazás után ékszerek és evőeszközökben igen nagy mennyiséget szedett össze, melyet a megyei hatóságnak átszolgáltatva, a megyéhez állandó választmányi tagnak választották és mint ilyen részt vett minden jelentékenyebb tanácskozásban. 1849-ben kénytelen volt családjával együtt menekülni; később titokban hazajővén, vagyona lezároltatását és személye elfogatását rendelték el; de ez az elöljáróság hosszas fáradozása után elmaradt. Mint hatásos szónok jelentékeny állást vívott ki Tolna vármegyében.
1860-ban az egyházi tisztújításról írt czikke keltett nagyobb feltünést, majd Szenczi Fördős Dávid lelkész felett mondott beszéde (Fördős, Papi Dolgozatok Gyászesetekre. Kecskemét, 1867. XIII.); 1878-tól a Protestáns Pap czímű szakközlöny hozott tőle több egyházi beszédes és pastoralis czikket.

## Munkája
- Halotti beszédek, melyek néhai ns. Konyári Kenéz Mária asszonynak, ns. Szilády Károly úr elhunyt élete párjának utolsó tisztességtételekor mondattak a kecskeméti h. v. egyházban 1845. márcz. 24. Kecskemét, 1845. (Tatai András beszédével együtt.)

Kéziratban levő egyházi beszédeinek száma közel háromszázra megy.